# شهرک فیض‌آباد
جماعت دوستمراد علی‌اف (نام پیشین:  فیض‌آباد)  جماعت و شهرکی در کشور تاجیکستان است که در ناحیهٔ فیض‌آباد ناحیه‌های تابع جمهوری قرار دارد. جمعیت این جماعت ۸۸۱۹ است.